# 丸山和範
丸山和範 公式サイト　https://maruyamakazunori.com/

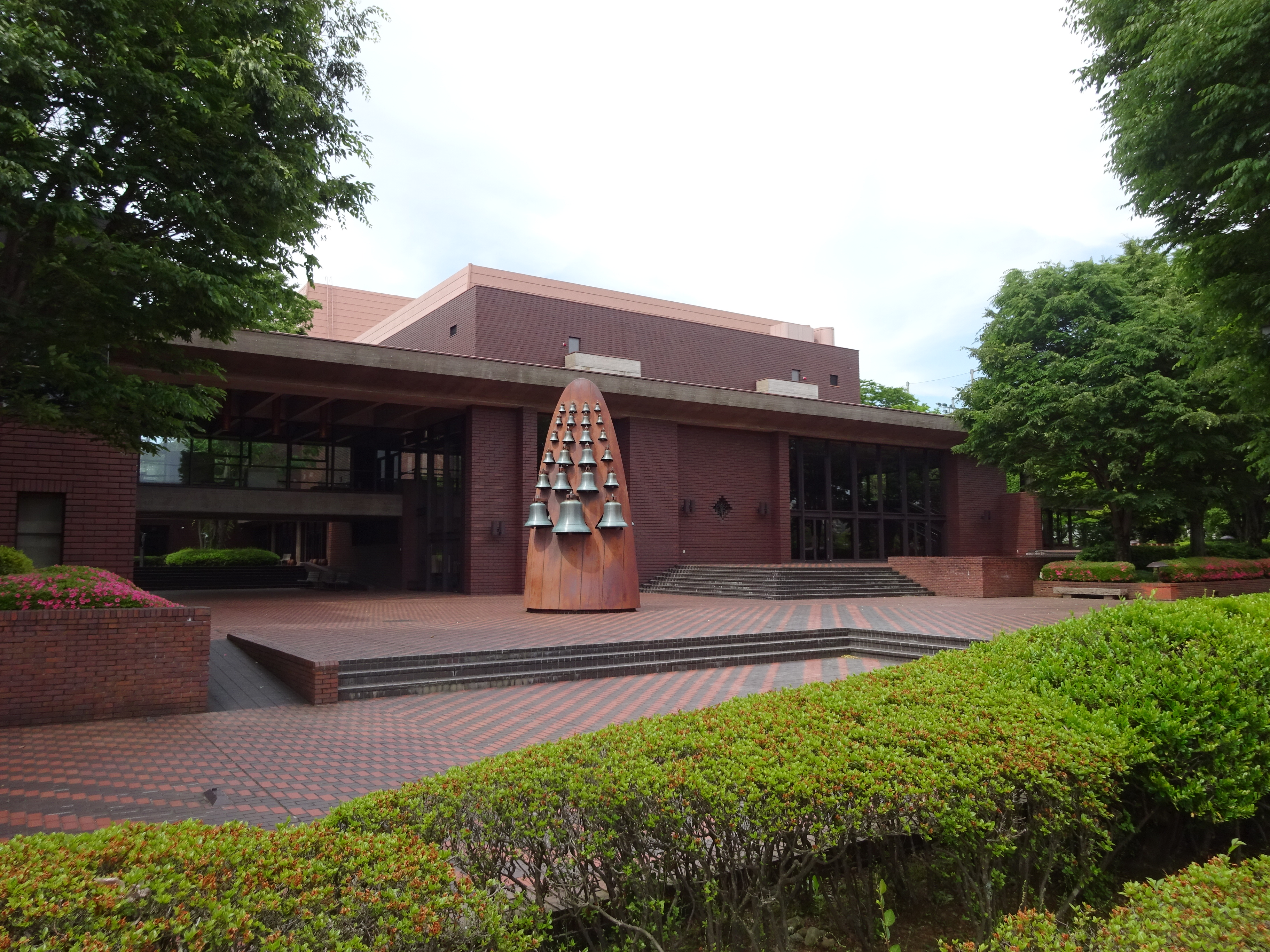
丸山和範が教授をする国立音楽大学

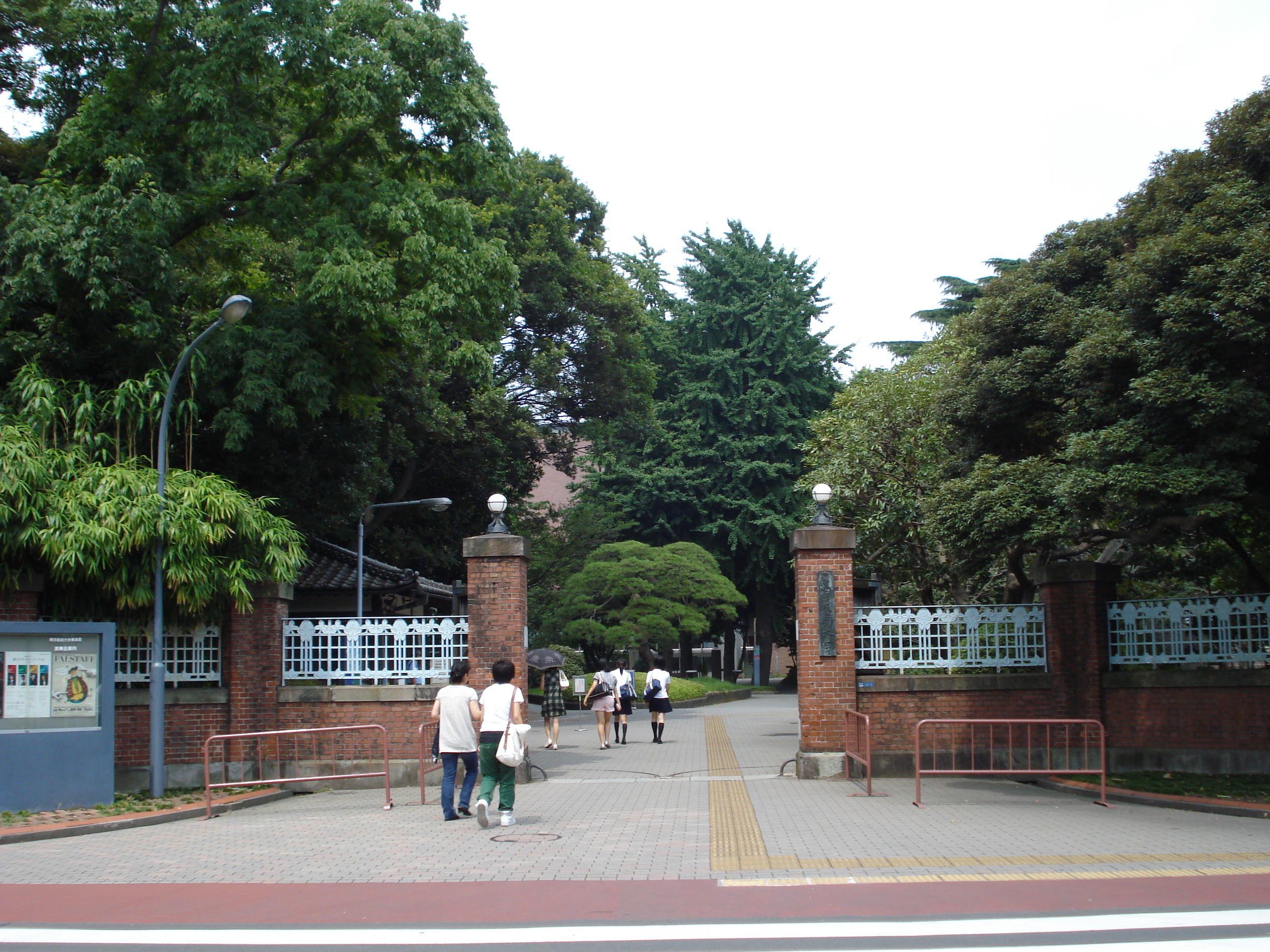
丸山和範が卒業した学校で、講師をする東京芸術大学

丸山 和範（まるやま かずのり、1959年2月9日 - ）作曲家・編曲家
　TVドラマや舞台の作曲・編曲を手がける音楽家。クラシックやジャズを基盤に、ソウル、ディスコ、レゲエ、日本歌謡曲、ハリウッドサウンドなど多彩な要素を巧みに取り入れ、聴き手の心に響くドラマティックなメロディを目指して創作に励んでいる。
　東京芸術大学で作曲を学び、在学中から劇団四季のブロードウェイミュージカル日本初演に携わる。「FNS 夜のヒットスタジオ」では多くの歌謡曲をアレンジし、前田憲男らと音楽の仕事に明け暮れた。その後、「NHK 連続テレビ小説 ちゅらさん」などTV楽曲を担当し、音楽シーンで重要な役割を果たす。ハリウッドではジョン・ウィリアムズ監修のもとCDアレンジを手がけ、本場の音作りを作品に活かす。現在、日本発ミュージカルのブロードウェイ進出を目指し、新たな舞台作品の制作に音楽家として意欲を燃やしている。
国立音楽大学作曲科教授、東京芸術大学ソルフェージュ講師、NHK邦楽育成会講師を歴任。現在は昭和音楽大学ミュージカルコース客員教授として、後進の指導に尽力している。

## 経歴
東京芸術大学音楽学部附属音楽高等学校作曲専攻から、東京芸術大学作曲科を卒業。
もの心ついた頃にクラシック音楽に取りつかれ、幼稚園時代は「くるみわり人形」に衝撃を受けバレリーナになる夢を持つ。小学生の頃は愛読書は楽譜。聞こえてくる音楽をすべて音符に変える毎日、指揮者になろうと思いたつが、オリヴィエ・メシアンの存在を知り作曲家をめざし独自に作曲を始める。中学時代に池内友次郎と出会い、自作のスコアを持ちこむ。池ノ内からから「君が作曲を勉強したいと言うのなら私は側面から応援しましょう。」と言葉をもらい作曲を本格的に学んだ。その後東京芸大の付属音楽高校に入学し、芸大の作曲科を卒業する運びとなる。
大学時代に友人の紹介でフジテレビ「夜のヒットスタジオ」のバンド編曲の仕事を始める。大学が終わると曙町にあったスタジオで山口百恵の歌を野口五郎が歌ったり、野口五郎の歌を五木ひろしが歌ったり、都度キーチェンジの変更やバンド楽譜を書いて提出していた。
その後、作曲家としてコンテンポラリーな作品を追究する傍ら、テレビ・ラジオ・映像の番組制作・CD録音等のための劇伴作曲・編曲を行っている。
テレビの代表的な作品の1つに、2001年に放送されたNHK連続テレビ小説「ちゅらさん」の音楽担当が挙げられる。その他にも、ドラマ、ドキュメンタリー、アニメなど様々なジャンルの音楽を担当している。映像以外の主な活動としては、オペラやミュージカルなどの舞台の作曲や音楽監督など。1999年には、なかにし礼脚本のミレニアム世界劇「源氏物語」でオーケストレーションを担当。その他、2002年から10年間にわたり、丸山和範作編曲指揮の子供ミュージカルが滋賀県栗東芸術文化会館と中国湖南省にて上演された。
また、数多くの編曲の仕事に携わっており、特にその中でも室内楽とオーケストラの編曲は好評を得ている。NHK-BS2「シネマ・パラダイス」では毎週映画音楽をピアノトリオのために編曲したものが180曲以上、4年間にわたり放映された。ピアノ演奏活動としては、コンサートや、録音、テレビ番組など多方面で活躍。
海外での主な活動として、ベルリン・フィルハーモニー管弦楽団、ミラノスカラ座管弦楽団、ウィーンフィルハーモニーのメンバーとのCD録音で「日本のメロディー編曲集」、またボストン交響楽団のメンバーとのCD録音で「ジョンウィリアムス室内楽編曲集」、BBC放送では、フルーティスト、ジェームズ・ゴールウェイと共演、日本民謡を編曲し、丸山和範のピアノ伴奏で放映され好評を博した。
国立音楽大学教授、東京芸術大学講師、昭和音楽大学、NHK邦楽育成会講師として、音楽教育の指導にもあたっている。

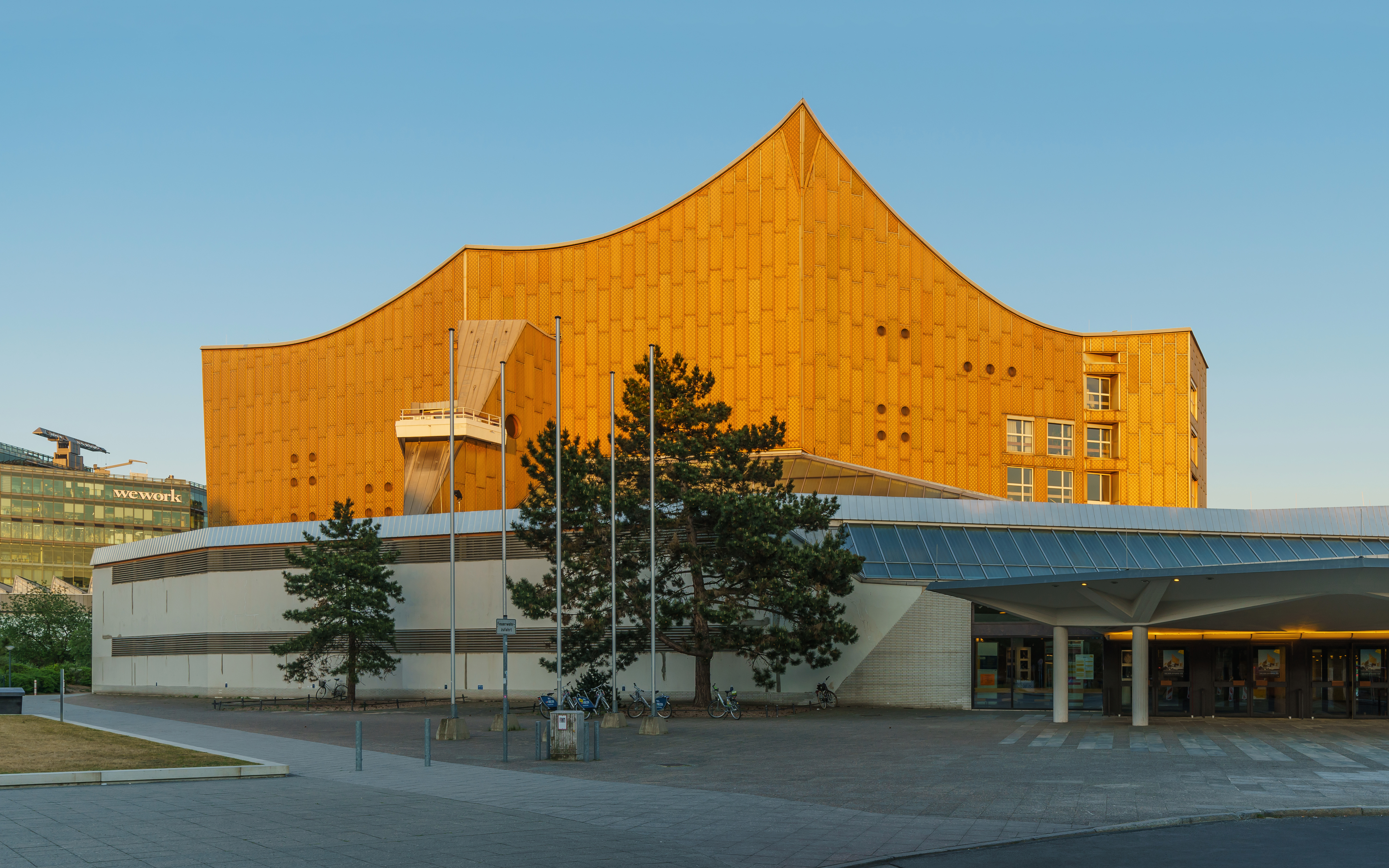
丸山和範がメンバーのベルリン・フィルハーモニー管弦楽団（写真は本拠地のベルリン・フィルハーモニー）
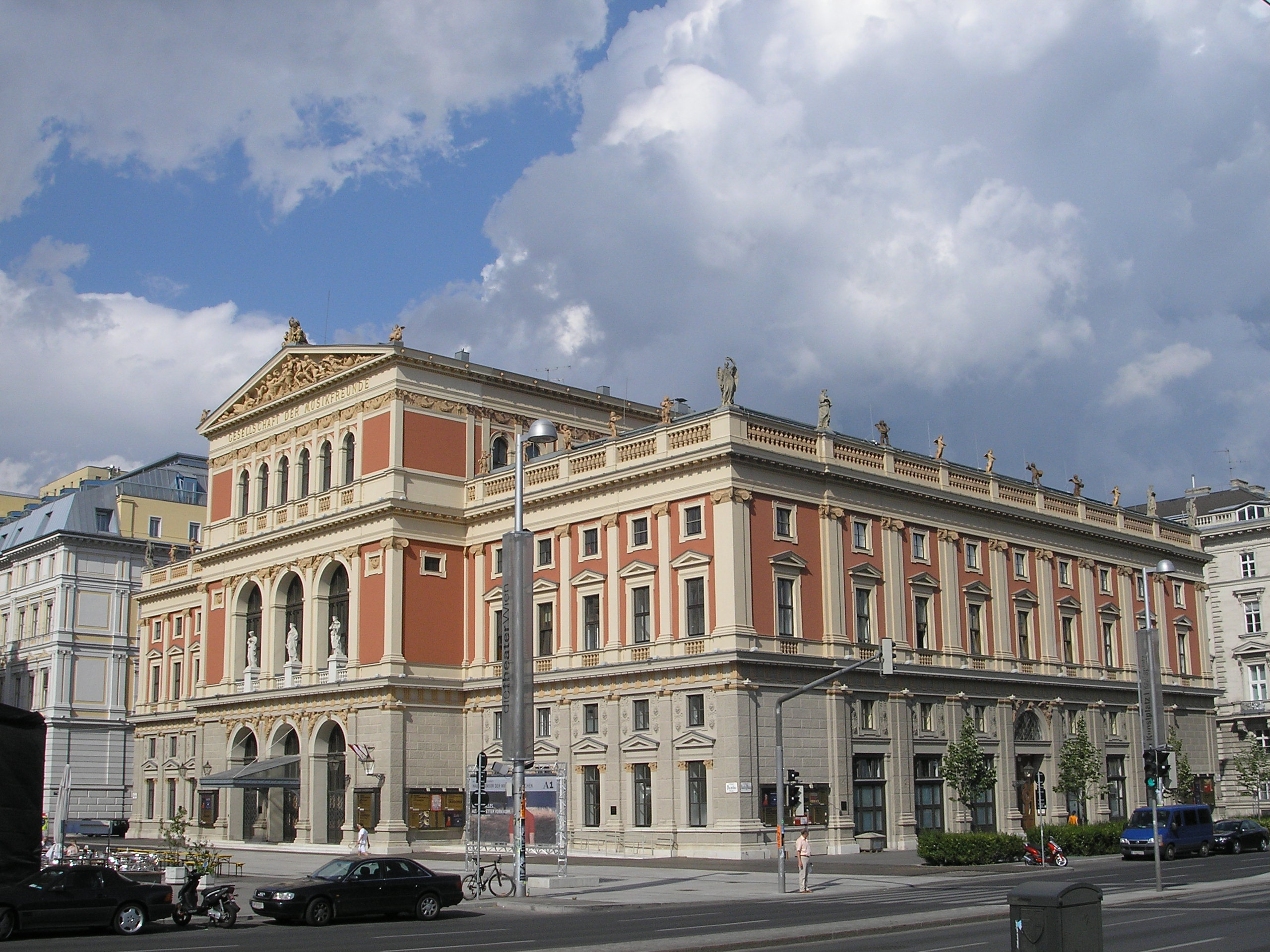
丸山和範がメンバーのウィーンフィルハーモニー（写真は本拠地のウィーン楽友協会
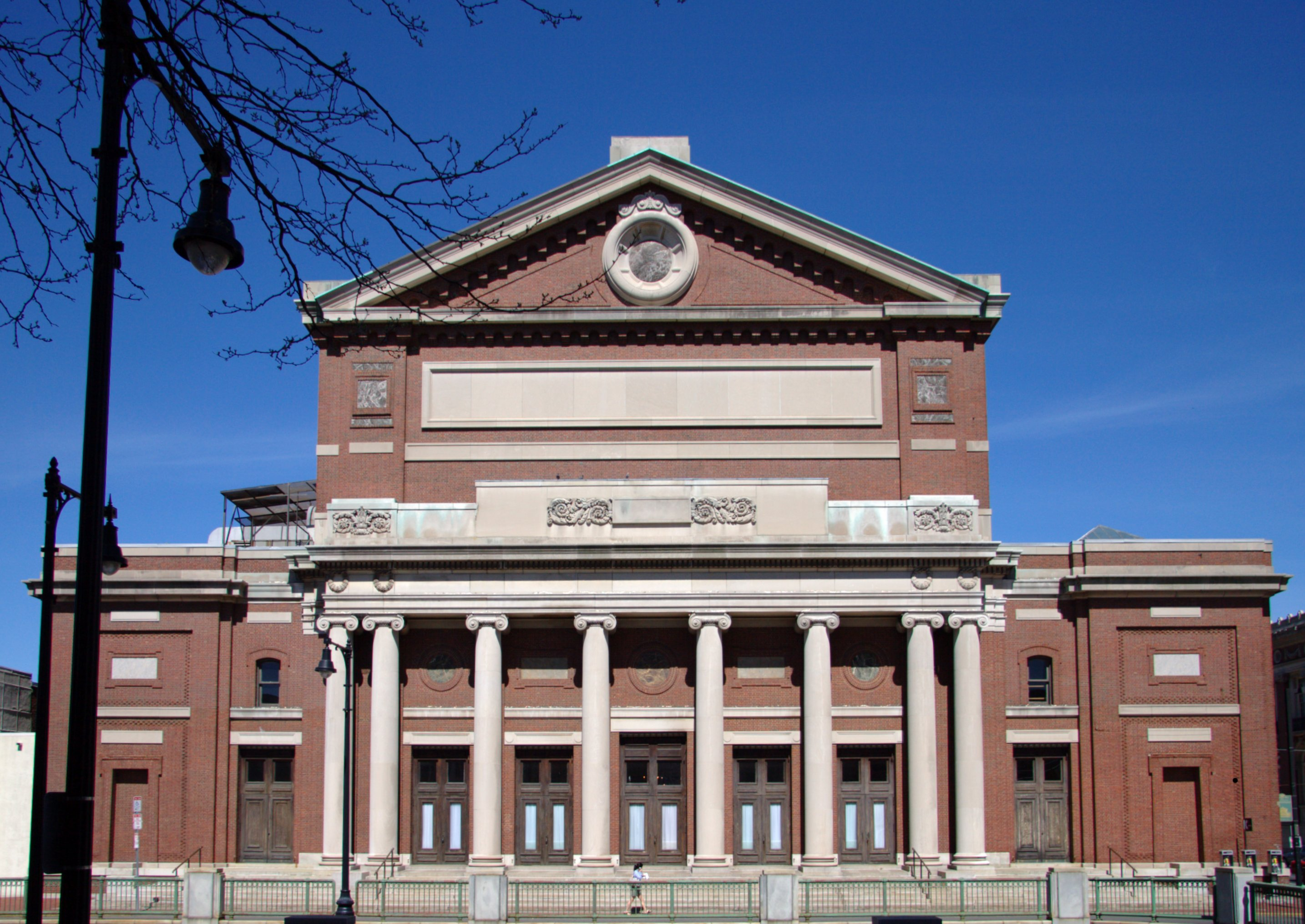
丸山和範が共演したボストン交響楽団（写真は本拠地のシンフォニーホール
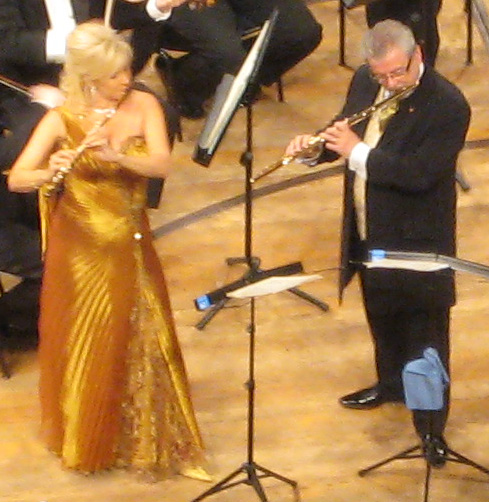
共演したジェームズ・ゴールウェイ（右の男性）

## 作品

### クラシック オリジナル作品
- Cubic Dance（吹奏楽曲）
- 輝く地球（管弦楽曲）
- 夢ファンタジー序曲（NHKBS2あなたの街で夢コンサート〜テーマ（管弦楽曲）
- Le vent pandant que le ciel（ピアノ四重奏曲）
- Cascades among Prime Numbers（ピアノ四重奏曲）
- 哀歌〜Elegy for Fukushima （ピアノ三重奏曲）
- Fraglance between HEIJOUKYOU & NARA（小管弦楽とピアノ〜ミラノ・スカラ座管弦楽団の為に）
- 歌劇『曾根崎心中』
- 管弦楽とガムラン、声明の為の～散華嚠喨(さんげりゅうりょう)
- NHK邦楽技能者育成会委嘱作品～蓬莱衣
- 三味線、琴、〜「錦鱗譜」
- 龍神天の舞～管弦楽と歌舞伎（市川笑也）
- 日本ニューフィルハーモニー交響楽団
- チェルノブイリー福島～レクイエム～八百万の神々より
- 管弦楽とハーモニカの為の協奏曲

### ドラマ
- 小さな旅と美術館（1992年 - 1994年、TBS）
- 中学生日記（1993年 - 1996年、多数、NHK） - 音楽
- まだ恋は始まらない（1995年、フジテレビ） - 編曲
- 庭師サッちゃん（1998年、NHK）
- 古畑任三郎（1994年 - 1998年、フジテレビ） - 編曲、オーケストレーション（作曲は本間勇輔）
- 闇のパープル・アイ（1995年、テレビ朝日） - 編曲、オーケストレーション（作曲は本間勇輔）
- コーチ（1996年、フジテレビ） - 編曲
- 勝利の女神（1996年、フジテレビ） - 編曲
- ドラマ30 失業白書（1997年、TBS）
- いいひと。（1997年、フジテレビ）
- こんな恋のはなし（1997年、フジテレビ） - 編曲
- 失業白書（1997年、CBCテレビ）
- のんちゃんのり弁（1997年、1998年、TBS）
- 花王 愛の劇場 熱中家族（1998年、TBS）
- 鳥が教えてくれた空（1998年、NHK）
- 連続テレビ小説 ちゅらさん（2001年、NHK）
- 仮面ライダー龍騎（2002年 - 2003年、テレビ朝日） - 渡部チェルとの共作
- ドクVSデカ～心療内科医＆殺人課刑事の捜査ファイル（2002年 - 2004年、テレビ朝日）
- 首飾りと腕輪（2002年、NHK）
- ちゅらさん2（2003年、NHK）
- 金曜時代劇 人情届けます・江戸娘飛脚（2003年、NHK）
- フジ子・ヘミングの軌跡（2003年、フジテレビ）
- 赤い月〜なかにし礼（2004年、テレビ東京）
- ちゅらさん3（2004年、NHK）
- 雨と夢のあとに（2005年、テレビ朝日）
- 終戦60周年記念ドラマ 零の彼方へ（2005年、テレビ朝日）
- 警視庁特殊部隊512（2005年、日本テレビ）
- 土曜ドラマ 繋がれた明日（2006年、NHK）
- 赤い奇跡（2006年、TBS）
- プリマダム（2006年、日本テレビ）
- ちゅらさん4（2007年、NHK）
- ハバナへの道（2007年、NHK）
- 密命 寒月霞斬り（2008年、テレビ東京）
- 僕の島/彼女のサンゴ（2008年、NHK）
- 花祭（2009年、CBC）
- もしも明日…失業（2011年 - 2012年、NHK）
- 希望の花（2014年、NHK BSプレミアム）
- そろばん侍 風の市兵衛（2018年、NHK）
- 約束のステージ 〜時を駆けるふたりの歌〜（2019年2月22日、読売テレビ） - 使用楽曲アレンジ、全日本歌謡選手権予選のピアノ伴奏者役での出演[7]
- そろばん侍　風の市兵衛ＳＰ～天空の鷹（2020年、NHK）

### 報道系
- NHKニュースおはよう日本（1997年 - 2008年、NHK）
- NHKスペシャル アフリカ ゼロ（年4回シリーズ）（2005年、NHK）
- NHKスペシャル イスラム潮流（4回シリーズ）（1999年、NHK）
- NHKスペシャル 激動・地中海世界（4回シリーズ）（2001年、NHK）
- NHKスペシャル アフリカ21世紀（3回シリーズ）（2002年、NHK）
- NHKスペシャル ユーラシア（2003年、NHK）
- NHKスペシャル 未来への航海（2005年、NHK）
- NHK教養・紀行番組「にっぽん心の仏像」（シリーズ）（2007年、NHK）

### エンターテイメント系
- ひらけポンキッキ（1992年 - 1997年、フジテレビ） - 楽曲編曲 及び コンサート
- 土曜特集「そして歌は誕生した」第1集～第24集（1993年 - 2002年、NHK）
- NHKニュースおはよう日本（1997年 - 2008年、NHK）
- シネマ・パラダイス（1997年 - 2001年、NHK BS2） - 編曲多数ピアノ演奏多数
- 公園通りで会いましょう（1998年 - 2002年、NHK） - 公開番組出演 多数編曲ピアノ
- 土曜特集「春風亭小朝の夢コンサート」（2000年、NHK）
- 土曜ピアノサロン（2000年 - 2002年、CBC） - 編曲ピアノ演奏出演多数
- 土曜特集「にっぽん夕焼け小焼けコンサート」（2001年、NHK）
- みんなのうた「天下無敵のゴーヤーマン」（2001年、NHK）
- みんなのうた40周年記念コンサート（2001年、NHK） - 編曲指揮
- サムズアップ（2003年、テレビ朝日）
- 名曲アルバム（2003年、NHK） - 「愛の悲しみ」「白鳥」「谷茶前節〜てぃんさぐの花」「真白き富士の峯」「ベサメムーチョ」「雪の降る街を」など管弦楽編曲多数
- みんなのうた「はだかん帽」（2004年、NHK）
- 歌謡ドキュメント「北島三郎〜ひとすじの道」（2004年、NHK）
- 歌謡曲特番「都はるみショー」（2004年、NHK）
- ふたりのビッグショー「いつでも夢を」五木ひろし&石川さゆり（2005年、NHK）
- 奇跡の地球物語〜近未来創造サイエンス（2008年 - 、テレビ朝日）
- みんなのうた50周年記念コンサート（2011年、NHK） - 編曲指揮
- あなたの街で夢コンサート（2009年 - 2011年、NHK） - テーマ音楽、管弦楽編曲多数
- 題名のない音楽会（2012年、テレビ朝日） - ビアノ出演、編曲指揮
- お元気ですか日本列島（2012年、NHK） - ピアノ生出演
- ぐるっと関西おひるまえ（2013年、NHK） - ピアノ生出演
- みんなのうた「おいら歌舞伎のぬらりんひょん」（2014年、NHK）
- クラシックTV（2021年、NHK Eテレ） - 編曲
- 土曜特集「そして歌は誕生した」第1集〜第17集（NHK）
- 夕焼けコンサート（NHK）
- ふれあいコンサート公開番組（NHK BS2）
- にっぽん心の仏像シリーズ（NHK）
- 奇跡の地球物語〜近未来創造サイエンス（テレビ朝日）

### テレビアニメ
- ママはぽよぽよザウルスがお好き（1995年、TBS）
- 花さか天使テンテンくん（1998年、フジテレビ）
- たこやきマントマン（1998年、テレビ東京）
- ボンバーマンジェッターズ（2002年、テレビ東京）
- 釣りバカ日誌（2002年、テレビ朝日）
- トランスフォーマー スーパーリンク（2004年、テレビ東京）
- Get Ride! アムドライバー（2004年、テレビ東京）[8]
- ねぎぼうずのあさたろう（2008年、テレビ朝日）
- 東京SOS（2011年、アニメ集団G９+1作品）

### 映画
- 劇場版 仮面ライダー龍騎 EPISODE FINAL（2002年、東映系） - 渡部チェルとの共作
- 日米韓合作ハリウッド映画「The Harimaya Bridge はりまや橋」（2009年、ティ・ジョイ）
- スクール・オブ・ナーシング（2016年）

### 舞台
- さきら子供ミュージカル「未来への約束〜栗の木の東の国で」（1999年、滋賀県栗東芸術文化会館）
- 世界劇「源氏物語」（2000年、東京国際フォーラム） - 脚本なかにし礼
- さきら子供ミュージカル「天河を越えて〜」（2002年）　※中国湖南省公演（2003年、滋賀県栗東芸術文化会館）
- 「奥様の冒険〜私バカよね」（2003年、芸術座、脚本なかにし礼）
- 音楽劇「機関車先生」（2003年、リーデンローズ、脚本山川啓介）
- さきら子供ミュージカル「不思議な馬」（2004年、滋賀県栗東芸術文化会館）
- さきら子供ミュージカル「当たれ宝くじ」（2005年、滋賀県栗東芸術文化会館）
- 韓国ドラマ冬のソナタコンサート（2005年、東京国際フォーラム等）
- チェ・ジウ／ドラマコンサート（2005年、大阪城ホール）
- さきら子供ミュージカル「クローズニットファミリー」（2006年、滋賀県栗東芸術文化会館）
- 音楽絵巻「清盛の夢〜我が心の厳島」（2006年、広島県宮島厳島神社千畳閣）
- ブロードウェイミュージカル「LUV」（2007年、テアトル銀座など全国6カ所公演） - 音楽監督ピアノ指揮
- 女性弁士とピアノ即興で綴る活動大写真コンサート（2007年）
- ０才前のコンサート〜ママのおなかは特等席（2007年、津田ホール）
- Wind Bluws Consert風の便り〜手紙（東宝系ミュージカル俳優コンサート）（2007年、東京オペラシティ）
- さきら子供ミュージカル「湖国の神子」（2008年、滋賀県栗東芸術文化会館）
- JTほのぼのコンサートVol.11おとなたちがなつかしい唄〜スクリーンミュージック（2008年）
- ピアノ・テトラヘダン（3台のピアノによるコンサート）（2008年、福山リーデンローズ大ホール）
- ジャパニーズポップスの魅力〜服部克久との共演（2009年、サントリーホールローズルーム）
- 日本作編曲家協会主催「Summer Pops Consert アレンジサミット」（2009年、都城総合文化ホール）
- さきら子供ミュージカル「幻の蒼きイサザ」（2010年、滋賀県栗東芸術文化会館）
- 京都国民文化祭グランドフィナーレ〜春の習いオーケストラと能、バレエ（2011年）
- ドリカムSymphnic Goldblend Consert（2013年）
- ミュージカル作品「いのちの森」（2021年、国立音楽大学大ホール）
- ミュージカル「ベートーベン先生の曖昧日記」（2021年、新橋演舞場別館）

### ミュージシャンプロデュース編曲・アルバム
- ひらけ!ポンキッキ母と子のコンサート（1992年、ポニーキャニオン） - 編曲
- 小さな旅と美術館（同番組サウンドトラック）（1993年、日本コロムビア）
- 故郷の風（パンフルート奏者岩田英憲）（1993年、日本コロムビア）
- パンの笛・愛の風〜永遠に（パンフルート奏者岩田英憲）（1995年、日本コロムビア）
- 警部補・古畑任三郎（同番組サウンドトラック）（1994年、ポニーキャニオン）
- 近藤嘉宏 1996（Piano・ポップスアルバム）（1996年、日本コロムビア）
- 近藤嘉宏プレイズ井上陽水（Piano）（1996年、日本コロムビア）
- 愛し児たちへ（パンフルート奏者岩田英憲)（1996年、日本コロムビア）
- 近藤嘉宏／ロメオとジュリエット（Piano）（1997年、日本コロムビア）
- 近藤嘉宏プレイズ筒美京平（Piano）（1998年、日本コロムビア）
- 花さか天使テンテンくん（サウンドトラック ）（1998年、パイオニア）
- たこやきマントマン（サウンドトラック）（1998年、EMIミュージック・ジャパン）
- 若尾圭介プレイズ John Williams(BostonSimphony) （1999年、日本コロムビア）
- 高木綾子プレイズカーペンターズ（Flute）（2000年、日本コロムビア）
- 高木綾子プレイズ Yuming (Flute) （2000年、日本コロムビア）
- 古川展生／Song for You(Cello) （2000年、日本コロムビア）
- 古川展生／ベストセレクション(Cello) （2000年、日本コロムビア）
- 稲本響／ポピュラーソング（Piano）（2000年、日本コロムビア）
- 稲本響／Stand by Me （Piano）（2000年、日本コロムビア）
- 激動・地中海世界（同番組サウンドトラック）（2001年、ソニーミュージック)
- NHK ちゅらさん（同番組サウンドトラック）(2001年、ビクターエンターテイメント）
- Image II (Deax) (コンピレーションアルバム) （2002年、ソニーミュージック」
- アニメ／ボンバーマンジェッターズ（サウンドトラック）（2002年、KONAMI）
- トランスフォーマー スーパーリンク（サウンドトラック（2002年、TAKARA）
- Image V(Cinq) (コンピレーションアルバム)（2005年、ソニーミュージック）
- 仮面ライダー龍騎（サウンドトラック）（2002年、エイベックス）
- NHKスペシャルベストセレクション「イスラム潮流・激動地中海・アフリカ21世紀サウンドトラック」（2002年、ワーナーミュージック・ジャパン）
- カスタ・ディーヴァ(Violin Duetto)（2002年、日本コロムビア）
- Viola 島谷ひとみ／追憶+LoveLettter（2003年、エイベックス）
- ブルーアイズ／英語で日本叙情歌 Greg Irwin（2003年、ビクターエンターテイメント）
- Get Ride! アムドライバー（サウンドトラック）（2004年、KONAMI）
- Landscapes Of Japan/by Berlin Philharmonic Piano Trio / 日本民謡・叙情歌編曲〜ベルリンフィル、ウィーンフィル、ミラノスカラ座管弦楽団メンバーによる（2005年、コジマ録音）
- Love Collection 岡幸二郎（ミュージカル俳優）（2005年、コロムビアエンターテイメント）
- 森進一クラシカルアルバム（2005年、ビクターエンターテイメント）
- チェン・ミン／恋衣 楽曲提供 （二胡奏者）（2005年、東芝 EMI）
- 山形由美／サマータイム・イン・ベニス（Flute）（2005年、コンサートイマジン）
- The Player〜祈り〜岡幸二郎（ミュージカル俳優）（2006年、コロムビアエンターテイメント）
- Heaven’s Voice〜今井清隆（ミュージカル俳優）（2006年、JP Wonderland）
- Deram with Me 光枝明彦 （ミュージカル俳優）（2007年、JP Wonderland）
- テレビドラマ プリマダム（サウンドトラック）（2007年、VAP）
- 恋人よ〜オーケストラで綴る日本の流行歌 150 選（2007年、コロムビアエンターテイメント）
- ねぎぼうずのあさたろう（サウンドトラック）（2009年、コロムビアエンターテイメント）
- ハースト婦人画報社『コドモノクニ名作選 夏』CDブックス NHK児童合唱編曲（2011年）
- ハースト婦人画報社『コドモノクニ名作選 秋』CDブックス 朗読音楽（2011年）
- Mint Tea／南里沙（クロマチックハーモニカ）（2013年、キングレコード） -  楽曲提供・編曲
- リチャード・ストルツマンCD「TAPEREBA」（2018年） - ピアニスト

## 関連サイト
- 丸山和範 Official Youtube Channel
- アズクリエーション　プロフィールページ
- Japan Composers & Arrangers Association
- ちゅらさん2 公式サイト
- ちゅらさん3 公式サイト
- NHKスペシャル 公式サイト
- おはよう日本 公式サイト
- 雨と夢のあとに 公式サイト
- 繋がれた明日 公式サイト
- プリマダム 公式サイト